# Fernando Soleti

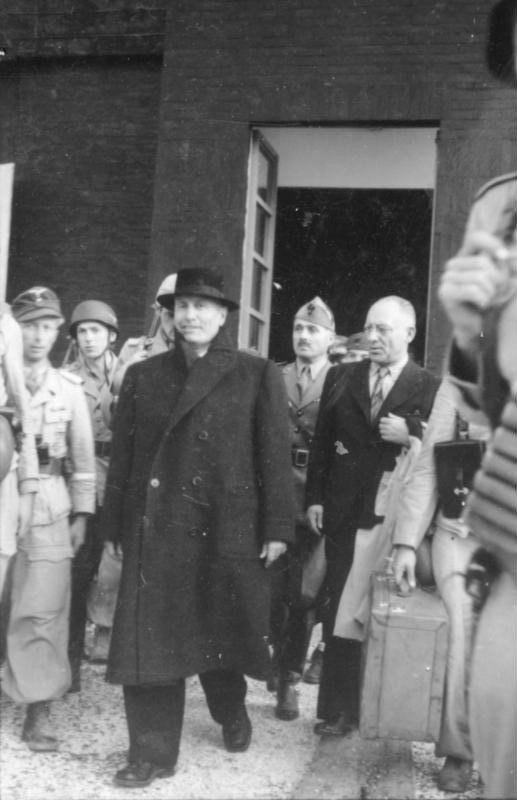
Soleti rechts hinter Mussolini

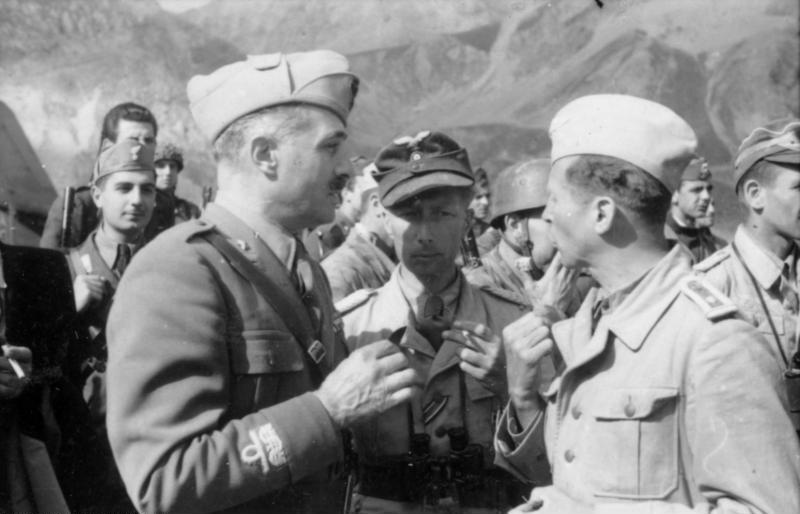
General Soleti (l.) am Gran Sasso

Fernando Soleti (* 1891; † 1978) war ein italienischer General der Polizia dell’Africa Italiana (PAI).

## Leben
General Soleti nahm an der Befreiungsaktion für den gestürzten italienischen Diktator Benito Mussolini am 12. September 1943 durch das Fallschirmjäger-Lehrbataillon am Gran Sasso d’Italia in den Abruzzen auf deutscher Seite teil. Diese Militäroperation wurde unter dem Decknamen „Unternehmen Eiche“ bekannt. Seine Aufgabe war es den italienischen Carabinieri die Mussolini bewachten, den Widerstand gegen die deutschen Angreifer zu untersagen.